# Molise (Itália)
Molise é uma comuna italiana da região do Molise, província de Campobasso, com cerca de 186 habitantes. Estende-se por uma área de 5 km², tendo uma densidade populacional de 37 hab/km². Faz fronteira com Duronia, Frosolone (IS), Torella del Sannio.

## Demografia
| Variação demográfica do município entre 1861 e 2011                               |
|                                                                                   |
| Fonte: Istituto Nazionale di Statistica (ISTAT) - Elaboração gráfica da Wikipedia |